# Mobilis
Mobilis Spółka z o.o. – należące do spółdzielni Egged, będącej największym przewoźnikiem autobusowym w Izraelu, przedsiębiorstwo transportowe z Mościsk, obsługujące komunikację miejską w Bydgoszczy, Krakowie, Toruniu i Warszawie, a także będące dawniej właścicielem udziałów w dziewięciu Przedsiębiorstwach Komunikacji Samochodowej działających na terenie Mazowsza i Mazur oraz w Płocku.

## Aktualna obsługa

### Bydgoszcz
Od 1 stycznia 2008 do 31 sierpnia 2014 r. Mobilis obsługiwał linię 69, najdłuższą linię autobusową w Bydgoszczy, a przez pewien czas również linie 73, 81 i 92. Jesienią 2014 roku przewóz liniami 55, 67 i 69 przejął Irex-Trans (stara nazwa KDD Trans).
Mobilis powrócił do Bydgoszczy 1 stycznia 2023, przejmując na 9 lat (do 2031) obsługę 11 linii (nr 51, 53, 55, 56, 58, 62, 67, 69, 73, 76 i 85), na których przewidziano kursowanie 49 autobusów (w tym 28 przegubowych).
| Autobusy Mobilis w Bydgoszczy | Autobusy Mobilis w Bydgoszczy | Autobusy Mobilis w Bydgoszczy |
| Typ autobusu                  | Lata dostaw                   | Liczba                        |
| ----------------------------- | ----------------------------- | ----------------------------- |
| Mercedes Conecto G            | 2021                          | 49                            |
| Suma pojazdów                 | Suma pojazdów                 | 49                            |

### Kraków

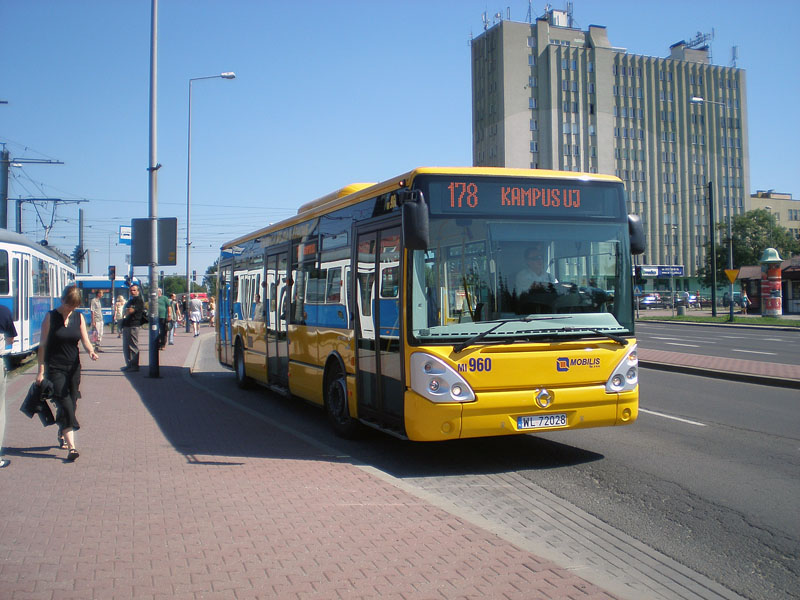
Irisbus Citelis 12 #MI960, Mobilis Kraków

Mobilis w dniu 1 kwietnia 2008 podpisał umowę z miastem Kraków na obsługę trzech linii komunikacji miejskiej w Krakowie i aglomeracji krakowskiej. Od 1 maja 2008 Mobilis obsługuje w Krakowie linię 152 na trasie Aleja Przyjaźni – Olszanica. W wyniku kłopotów z zakupem fabrycznie nowego taboru oraz z procedurami rejestracji autobusów, linie 178 (Pod Fortem – Mistrzejowice) i 304 (Wieliczka – Dworzec Główny Zachód) na zlecenie Mobilisa obsługiwało jeszcze przez pewien czas MPK S.A. w Krakowie. Obsługę tych dwóch linii Mobilis przejął dopiero dnia 8 czerwca 2008.

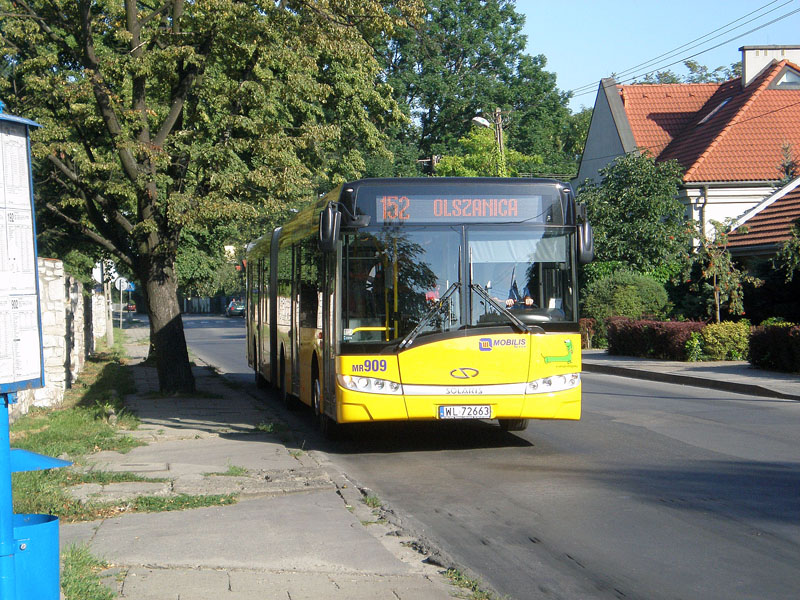
Solaris Urbino 18 #MR909, Mobilis Kraków

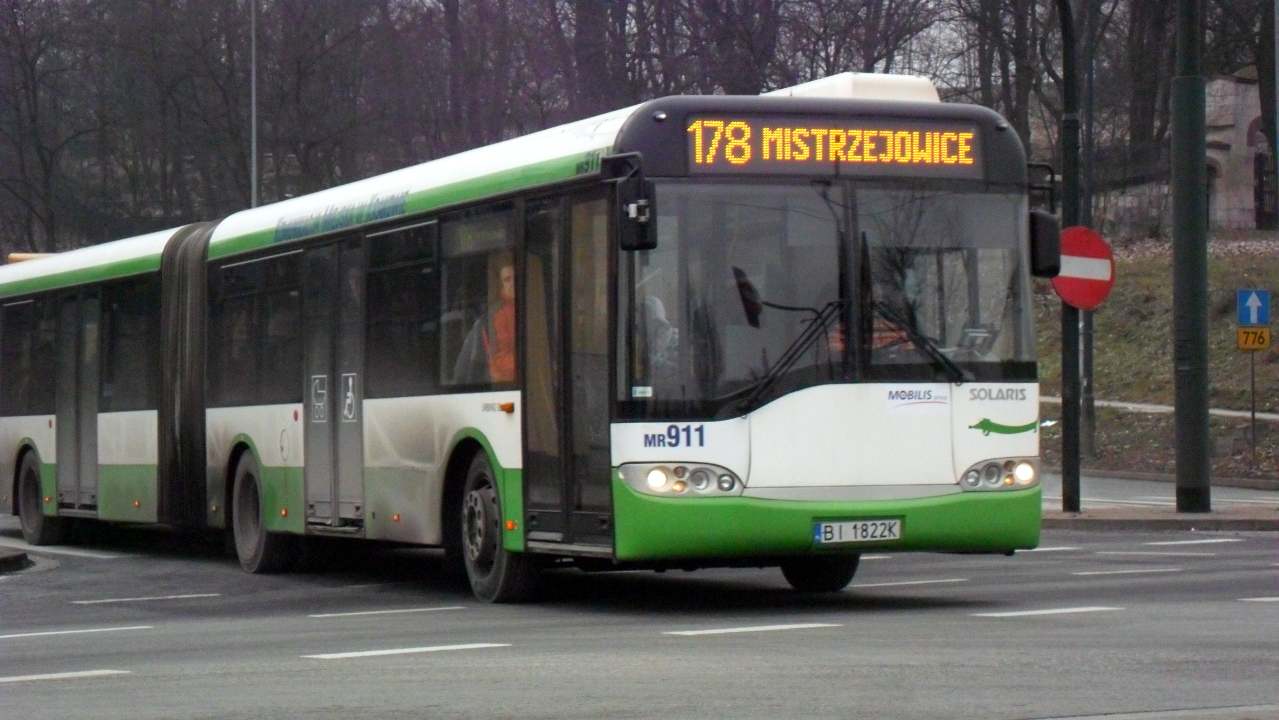
Solaris Urbino 18 #MR911 sprowadzony w 2012 z Białegostoku w barwach KPKM Białystok

Firma Mobilis kupiła nowe autobusy do tego celu. Jest to 10 sztuk przegubowych Solarisów Urbino 18 z klimatyzacją oraz 16 krótkich autobusów Irisbusów Citelis 12M wraz z klimatyzacją. Nowe pojazdy wyłamują się jednak z tradycji krakowskiej komunikacji miejskiej, bowiem są pomalowane na żółto (miasto Kraków w przetargu nie określiło jakiego koloru mają być autobusy, jedynie zaleciło udział barwy niebieskiej). Dzięki temu jednak, bardzo łatwo jest odróżnić autobusy firmy Mobilis od autobusów MPK S.A. w Krakowie. Od 2010 roku do 18 kwietnia 2011 Mobilis obsługiwał linię 417 Łuczanowice – Ruszcza Cmentarz, dlatego sprowadził do obsługi tej linii z innego oddziału mikrobus Iveco TurboDaily 45-12 oraz od 28 grudnia 2010 aglomeracyjną linię przyspieszoną 301 na trasie Dworzec Płaszów – Niepołomice. 7 lipca 2012 uruchomiono linię 352 Aleja Przyjaźni – Kryspinów. Linia kursowała w soboty i niedzielę, jednak tylko w dni słoneczne. Dnia 26 sierpnia 2012 linia została zlikwidowana. Od 29 czerwca do 1 września 2013 ponownie uruchomiono linię do Kryspinowa w soboty i niedziele.
Mobilis w dniu 1 kwietnia 2008 podpisał umowę z miastem Kraków na obsługę trzech linii komunikacji miejskiej w Krakowie i aglomeracji krakowskiej. Od 1 maja 2008 Mobilis obsługuje w Krakowie linię 152 na trasie Aleja Przyjaźni – Olszanica. W wyniku kłopotów z zakupem fabrycznie nowego taboru oraz z procedurami rejestracji autobusów, linie 178 (Pod Fortem – Mistrzejowice) i 304 (Wieliczka – Dworzec Główny Zachód) na zlecenie Mobilisa obsługiwało jeszcze przez pewien czas MPK S.A. w Krakowie. Obsługę tych dwóch linii Mobilis przejął dopiero dnia 8 czerwca 2008.
Firma Mobilis kupiła nowe autobusy do tego celu. Jest to 10 sztuk przegubowych Solarisów Urbino 18 z klimatyzacją oraz 16 krótkich autobusów Irisbusów Citelis 12M wraz z klimatyzacją. Nowe pojazdy wyłamują się jednak z tradycji krakowskiej komunikacji miejskiej, bowiem są pomalowane na żółto (miasto Kraków w przetargu nie określiło jakiego koloru mają być autobusy, jedynie zaleciło udział barwy niebieskiej). Dzięki temu jednak, bardzo łatwo jest odróżnić autobusy firmy Mobilis od autobusów MPK S.A. w Krakowie. Od 2010 roku do 18 kwietnia 2011 Mobilis obsługiwał linię 417 Łuczanowice – Ruszcza Cmentarz, dlatego sprowadził do obsługi tej linii z innego oddziału mikrobus Iveco TurboDaily 45-12 oraz od 28 grudnia 2010 aglomeracyjną linię przyspieszoną 301 na trasie Dworzec Płaszów – Niepołomice. 7 lipca 2012 uruchomiono linię 352 Aleja Przyjaźni – Kryspinów. Linia kursowała w soboty i niedzielę, jednak tylko w dni słoneczne. Dnia 26 sierpnia 2012 linia została zlikwidowana. Od 29 czerwca do 1 września 2013 ponownie uruchomiono linię do Kryspinowa w soboty i niedziele.
Od 1 sierpnia 2014, na podstawie nowego kontraktu, do 19 października 2024. Mobilis przejął obsługę 12 linii autobusowych z rąk MPK Kraków: 102, 109, 120, 138, 142, 152, 153, 159, 178, 193, 352, 502, jednocześnie przestał obsługiwać linie aglomeracyjne przyspieszone 301 i 304. Firma wycofała swój dotychczasowy tabor i na realizację przewozów w ramach nowej umowy Mobilis zakupił 5 autobusów 10-metrowych AMZ City Smile CS10LF, 24 autobusy 12-metrowe AMZ City Smile CS12LF oraz 38 autobusów przegubowych Mercedes-Benz Conecto G. W 2015 r. Mobilis objął obsługę nowej linii 103 (Aleja Przyjaźni – Lesisko), w 2016 r. z kolei objął nową linię 452 (Aleja Przyjaźni – Chełm), przekształconą potem w linię 192 (Czyżyny Dworzec – Chełm), a do obsługi zwiększonej liczby linii zakupił jeszcze 9 Mercedesów Conecto G i jednego 12-metrowego Mercedesa Conecto. Mobilis zadebiutował także na nowej linii nocnej 612 (Osiedle Podwawelskie – Tyniec Kamieniołom), kursującej w noce z piątku na sobotę i z soboty na niedzielę. 
Od 8 stycznia 2018 r., wskutek "maksymalizacji", zlikwidowano obsługiwaną przez Mobilis linię 153. Z połowy kursów linii 178 utworzono jednokierunkową linię 478 (Mistrzejowice – Skotniki Szkoła), wracającą jako linia 178. Obie pozostały w obsłudze autobusami firmy Mobilis. Ponadto, przewoźnik rozpoczął obsługę nowej linii 413 (Na Załęczu – Rondo Czyżyńskie) oraz przejął od MPK Kraków linie 141 (Pleszów – Przylasek Rusiecki) i 181 (Pleszów – Kujawy) obsługiwane na zmianę jednym autobusem. Do obsługi zwiększonej liczby linii Mobilis zakupił 2 Autosany M12LF. Obydwa zakupione pojazdy były pierwotnie autobusami testowymi i zostały wyprodukowane w 2016 roku. Jeden z nich już wcześniej był testowany przez Mobilis w Krakowie.
Od 19 października 2024 r., zaczął obowiązywać nowy kontrakt Mobilisu do 2034 r. Przewoźnik przejął 8 linii autobusowych z rąk MPK Kraków: 110, 113, 129, 163, 184, 196/496 oraz 511, a linia 192 wróciła do MPK. Firma wycofała swój dotychczasowy tabor na realizację przewozów w ramach nowej umowy Mobilis zamówił 6 spalinowych i 5 elektrycznych MMI Iveco Urby LE do obsługi nowych linii 126 (Bronowice Małe – Osiedle Podwawelskie) i 147 (Nowy Kleparz – Żabiniec), 43 autobusy Scania Castrosua New City CNG oraz 91 autobusów przegubowych Man Lion's City 18 CNG. 12 listopada 2024 z powodu problemów organizacyjnych przewoźnika linia 511 wróciła do obsługi MPK Kraków. Dnia 15 lutego 2025 r., przewoźnik przejął od MPK Kraków 6 linii: 100, 101, 131, 141, 143 i 181, a MPK przejęło linię 102. 25 kwietnia 2025 r., autobusy AMZ City Smile CS10LF zakończyły eksploatację, a 21 czerwca eksploatację zakończyły pozostałe autobusy z poprzedniego kontraktu, jednak 2 lipca 13 Mercedesów Conecto G wróciło na niektóre linie ze względu na brak klimatyzacji w niektórych Manach Lion's City 18 CNG. 
Na dzień 11 lipca 2025 roku Mobilis Sp. z o.o. obsługuje w Krakowie linie: 100, 101, 103, 106, 109, 110, 113, 126, 129, 131, 136, 141, 142, 143, 147, 152, 159, 163, 178, 181, 184, 189, 193, 196, 413, 442, 496, 501, 578, 603 oraz 612.
| Autobusy Mobilis w Krakowie   | Autobusy Mobilis w Krakowie | Autobusy Mobilis w Krakowie |
| Typ autobusu                  | Lata dostaw                 | Liczba                      |
| ----------------------------- | --------------------------- | --------------------------- |
| AMZ City Smile CS10LF         | 2014                        | 5                           |
| AMZ City Smile CS12LF         | 2014                        | 24                          |
| Autosan M12LF                 | 2018                        | 1                           |
| Mercedes Conecto              | 2016                        | 1                           |
| Mercedes Conecto G            | 2014                        | 47                          |
| MAN Lion's City 18 CNG        | 2024                        | 91                          |
| Scania Castrosua New City CNG | 2024                        | 43                          |
| MMI Urby LE                   | 2024                        | 11                          |
| Suma pojazdów                 | Suma pojazdów               | 223                         |

### Linie podmiejskie w Toruniu
Od 1 lutego 2009 w wyniku podpisanej umowy z gminą Lubicz Mobilis obsługiwała linie podmiejskie łączące Toruń z tą gminą. Zastąpiły one obsługiwane dotychczas przez MZK w Toruniu linie 23, 24, 25, 35 i 37 własnymi wozami linii 101, 102 (zlikwidowana), 103 i 104 (zlikwidowana). Obsługiwały je trzynaście wozów marki MAN SL223 oraz Mercedes O405. Współpraca z Gminą Lubicz zakończyła się z dniem 31 grudnia 2012 r. Z dniem 1 stycznia 2013 r. na skutek porozumienia Gminy Lubicz i Gminy Toruń obsługą tras ponownie zajął się MZK w Toruniu. 
Aktualnie Mobilis obsługuje linie podmiejskie 101, 102 i 103.
| Autobusy Mobilis obsługujące gminę Lubicz | Autobusy Mobilis obsługujące gminę Lubicz | Autobusy Mobilis obsługujące gminę Lubicz |
| Typ autobusu                              | Lata dostaw                               | Liczba                                    |
| ----------------------------------------- | ----------------------------------------- | ----------------------------------------- |
| Heuliez GX187                             | 2008                                      | 2                                         |
| MAN SL 223                                | 2009                                      | 6                                         |
| Mercedes-Benz O405/Merkavim               | 2009                                      | 4                                         |
| Volvo B10MA                               | 2010                                      | 1                                         |
| Suma pojazdów                             | Suma pojazdów                             | 12                                        |

### Warszawa

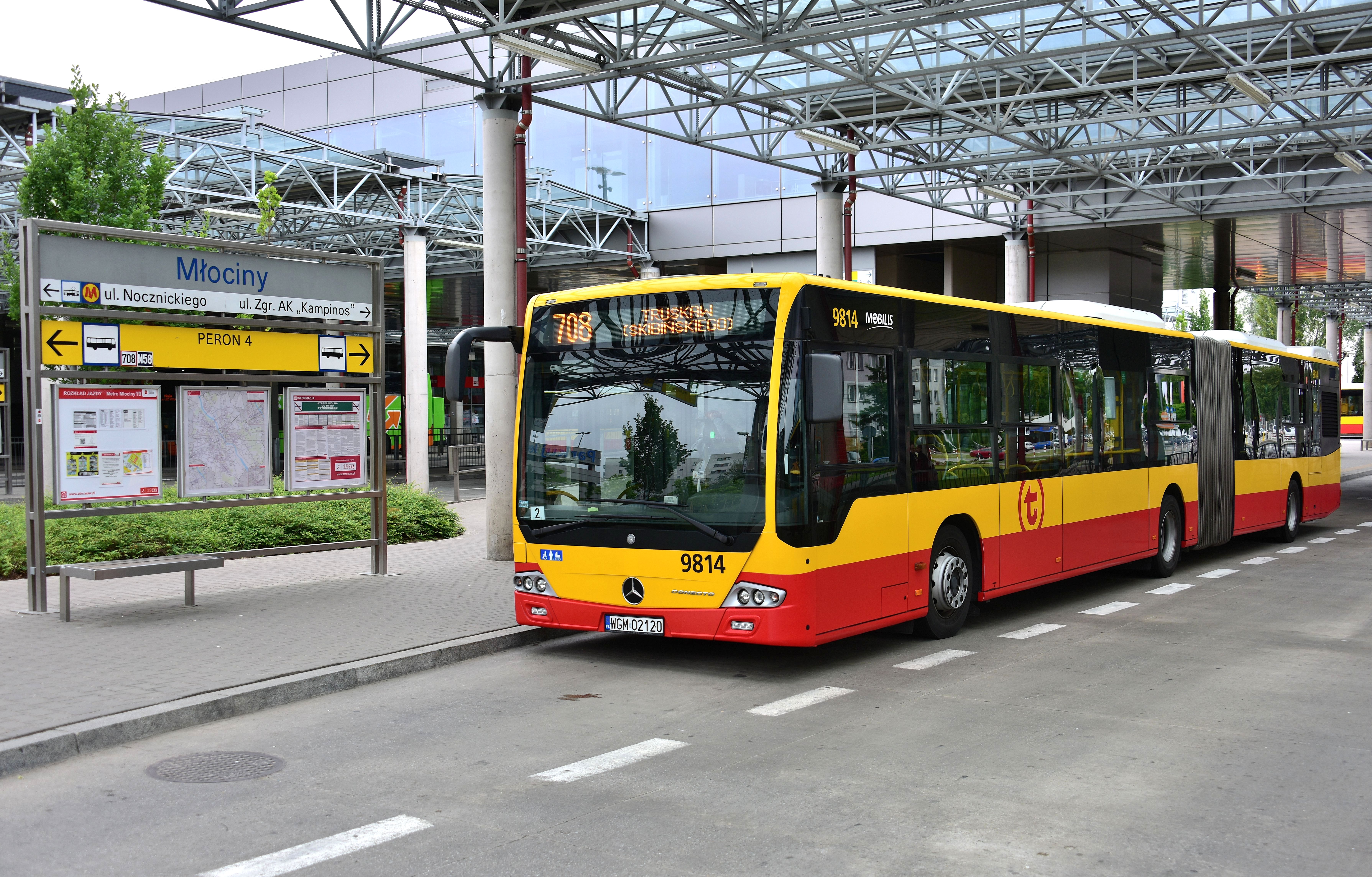
Mercedes Conecto G obsługujący linię 708 na węźle komunikacyjnym przy stacji metra Młociny

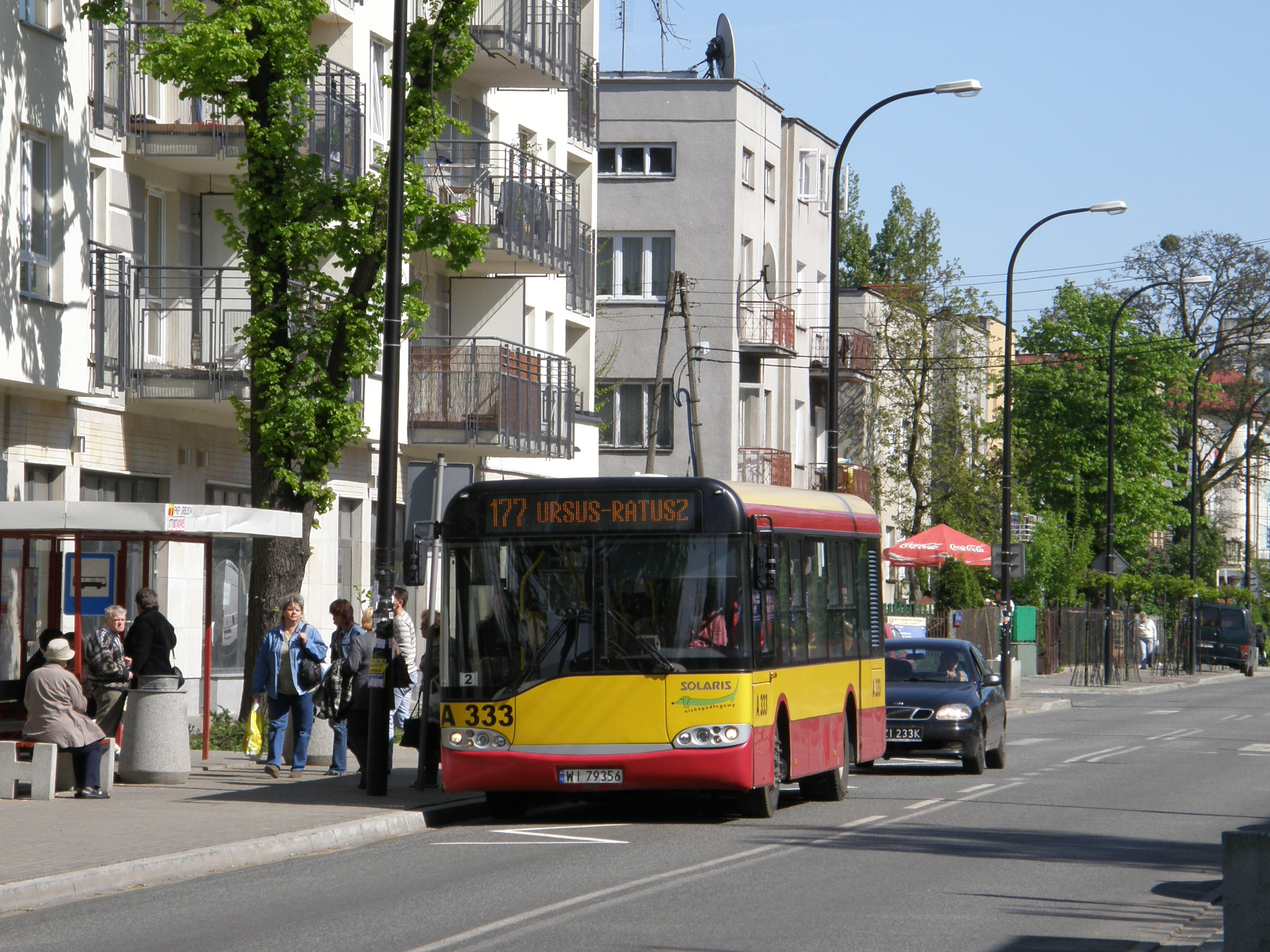
Solaris U10 firmy Mobilis obsługujący linię 177 w warszawskim Ursusie

Firma Mobilis świadczy usługi dla warszawskiego Zarządu Transportu Miejskiego wykonując na zlecenie miasta przewozy autobusami w ramach systemu komunikacji miejskiej. Główna zajezdnia znajduje się na terenie dzielnicy Ursus, wewnątrz i wokół jednej z hal fabrycznych używanych niegdyś przez ZM Ursus. Tabor firmy składał się z autobusów marki Solaris – 53 sztuki pochodzące z 2003 roku Urbino/Urbinetto 10 I generacji, 53 sztuki Solaris Urbino 12 III generacji zakupione w 2007, 54 sztuki Solaris Urbino 18, 21 sztuk Autosanów H7-20 Solina City (rocznik 2008) i 33 Jelczy M083C Libero (rocznik 2008).
Pojazdy należące do tego przewoźnika są oznaczane numerami bocznymi 92xx, 95xx oraz 98xx.
W 2009 roku Mobilis wygrał przetarg na obsługę 50 brygad taborem 9 i 12 metrowym (50 brygad w DP – 35 brygad całodziennych i 15 brygad szczytowych). Firma wygrała z ofertą 6,07 zł/wkm za wozy 12-metrowe i 5,57 zł/wkm za wozy 9-metrowe. Mobilis zamówił w związku z tym przetargiem 30 Solarisów Urbino 12 i 20 Solarisów Alpino. ZTM zaproponował dwa warianty wprowadzenia wozów – 5 wozów (12-metrowych) 3 miesiące po podpisaniu umowy lub 20 wozów (po 10 z każdej kategorii) 5 miesięcy po podpisaniu umowy. Zastosowano pierwszy wariant.

W roku 2015 Mobilis zwyciężył przetarg na obsługę komunikacyjną na 8 lat z wykorzystaniem 100 fabrycznie nowych autobusów. Zarząd ZTM przedstawił warunki – każdy pojazd musi uzyskać certyfikat zgodności z wymogami, a przewoźnik powinien dysponować odpowiednim zapleczem. Kierowcy muszą być zatrudnieni w oparciu o umowę o pracę oraz umieć posługiwać się językiem polskim na poziomie przynajmniej średnio-zaawansowanym. Przetarg został podzielony na dwie części: 50 sztuk pojazdów przegubowych oraz 50 sztuk pojazdów krótkich. Mobilis przedstawił dwa warianty: Solaris Urbino 8,9LE lub Autosan Sancity 9LE oraz Solaris Urbino 18 lub Mercedes-Benz Conecto. Ostatecznie wybrano konfigurację Urbino 8,9LE i Conecto. Nowe autobusy wyjechały z zajezdni na ulice Warszawy w 9 sierpnia 2016. Dodatkowo Mobilis złożył zamówienie na autobusy MAN Lion's City Hybrid. Autobusy jeżdżą liniowo od czerwca 2018 roku.
| Autobusy Mobilis w Warszawie | Autobusy Mobilis w Warszawie | Autobusy Mobilis w Warszawie |
| Typ autobusu                 | Lata dostaw                  | Liczba                       |
| ---------------------------- | ---------------------------- | ---------------------------- |
| Mercedes Conecto G           | 2016                         | 54                           |
| Man Lion`s City A37 Hybrid   | 2018                         | 61                           |
| Suma pojazdów                | Suma pojazdów                | 105                          |

| Dawne autobusy Mobilis w Warszawie | Dawne autobusy Mobilis w Warszawie | Dawne autobusy Mobilis w Warszawie |
| Typ autobusu                       | Lata eksploatacji                  | Liczba                             |
| ---------------------------------- | ---------------------------------- | ---------------------------------- |
| Solaris Urbinetto 10               | 2003–2013                          | 54                                 |
| Autosan H7-20 Solina City          | 2008–2015                          | 21                                 |
| Jelcz M083C Libero                 | 2008–2016                          | 33                                 |
| Solaris Alpino 8,6                 | 2009–2016                          | 23                                 |
| Solaris Urbino 12                  | 2007/2009–2018                     | 59                                 |
| Solaris Urbino 18                  | 2010/2011–2019                     | 54                                 |
| Solaris Urbino 8,9LE               | 2016–2023                          | 25                                 |
| Suma pojazdów                      | Suma pojazdów                      | 131                                |

## Dawne usługi

### Wrocław

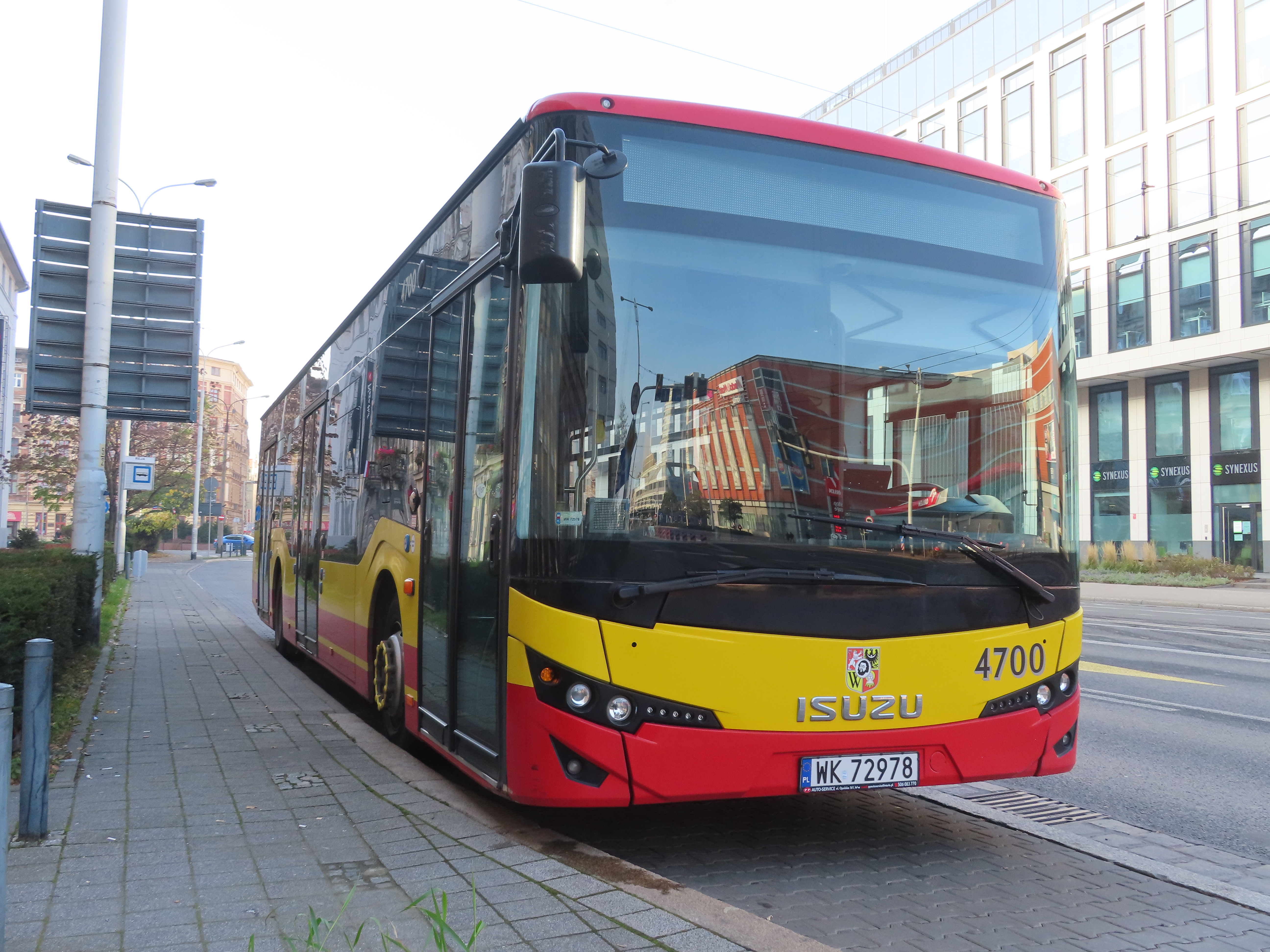
Isuzu Citiport #4700 obsługujący komunikację miejską we Wrocławiu

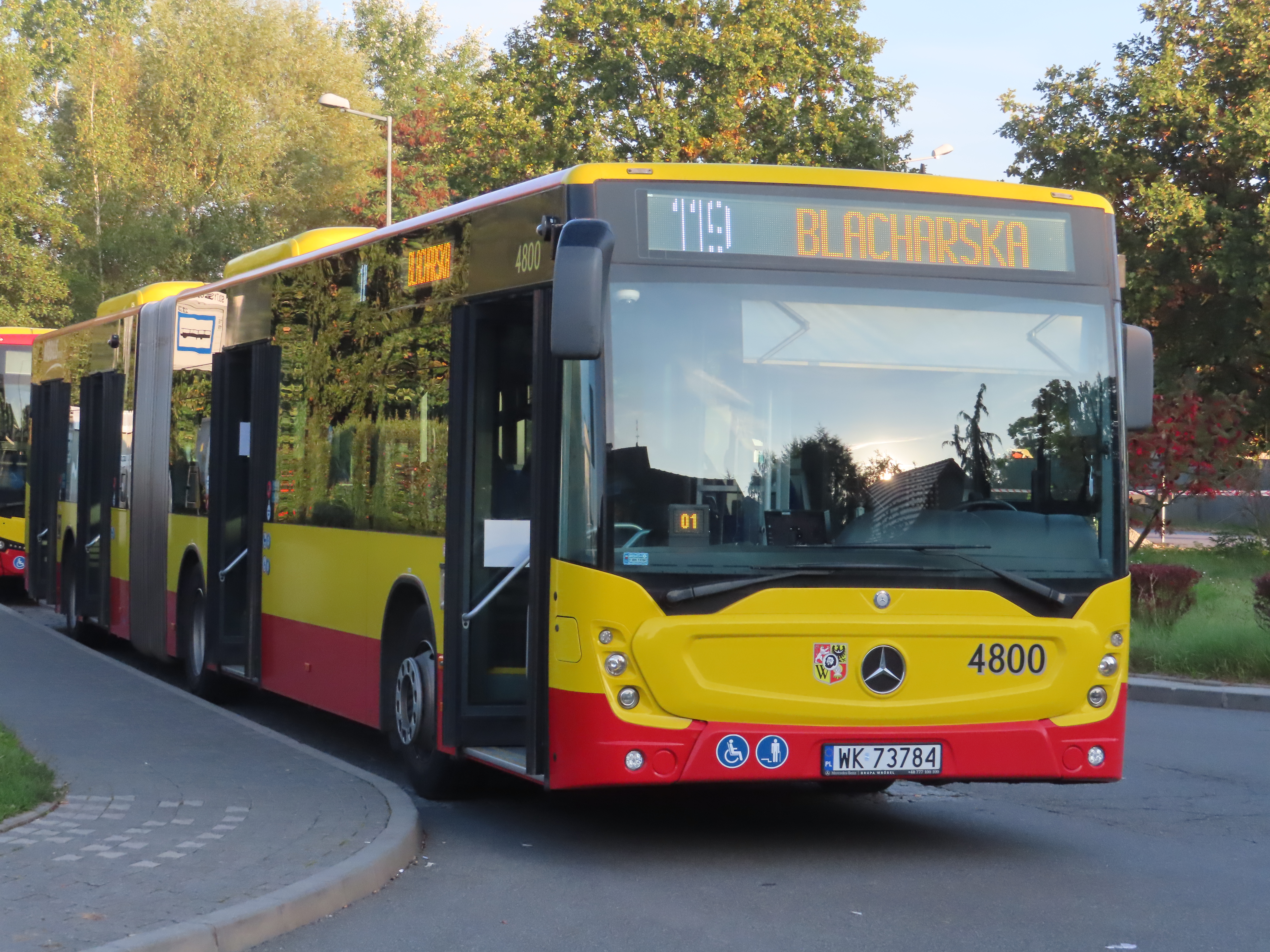
Mercedes-Benz Conecto G #4800 obsługujący linię 119 we Wrocławiu

Mobilis podpisał umowę 23 września 2019 roku z MPK Wrocław stając się podwykonawcą tego przewoźnika. Obsługa linii rozpoczęła się 18 stycznia 2020 roku. Na początku była to linia 101. W lutym 2020 roku przewoźnik przejął linię 133. W kwietniu zaś linie 115 i 118. Jednocześnie Mobilis przestał obsługiwać linię 101 i 133. Dodatkowo przejął obsługę linii 119 (w dni świąteczne oraz weekendy), 140 (w dni powszednie) oraz linii 715 kursującej tylko w dni powszednie.
Początkowo linie wykonywane przez Mobilis były obsługiwane 18 autobusami Isuzu Citiport, wyprodukowanymi w Turcji. Z dniem 1 kwietnia 2020 do eksploatacji weszło 12 przegubowych Mercedesów Conecto.
3 marca 2025 roku MPK Wrocław przejęło obsługę linii dotychczas obsługiwanych przez firmę Mobilis, kończąc współpracę z firmą.
| Autobusy Mobilis we Wrocławiu | Autobusy Mobilis we Wrocławiu | Autobusy Mobilis we Wrocławiu |
| Typ autobusu                  | Lata dostaw                   | Liczba                        |
| ----------------------------- | ----------------------------- | ----------------------------- |
| Isuzu Citiport                | 2019–2020                     | 18                            |
| Mercedes-Benz Conecto G       | 2020                          | 12                            |
| Suma pojazdów                 | Suma pojazdów                 | 30                            |

### Oddziały w likwidacji lub zlikwidowane
- PKS w Ostródzie Sp. z o.o., w likwidacji[22], Ostróda[23]
- PKS S.A. w Przasnyszu, Przasnysz, zlikwidowany[24]
- PKS w Mławie S.A., Mława, w likwidacji, działał do 21 czerwca 2019 roku[25]
- PKS w Ciechanowie S.A., Ciechanów, w likwidacji, działał do 30 czerwca 2018 roku[26]
- PKS w Mińsku Mazowieckim S.A., Mińsk Mazowiecki, w likwidacji, działał do 30 czerwca 2018 roku[27]
- PKS w Ostrołęce S.A., Ostrołęka, w likwidacji, działał do 30 czerwca 2018 roku[28]
- PKS w Bartoszycach S.A.[22], Bartoszyce, zlikwidowany[29], komunikacja miejska również.[30]
- PKS Piotrków Trybunalski S.A, Piotrków Trybunalski - w likwidacji, działał do 30 czerwca 2018 roku[31]
- PKS w Płocku S.A., Płock - w likwidacji, działał do 31 sierpnia 2018 roku[32]
- PKS Mrągowo sp. z o.o., Mrągowo - w likwidacji, obsługa komunikacji miejskiej i lokalnej była wykonywana do 31.01.2019

## Inne usługi transportowe
Firma otrzymała zlecenie na obsługę linii pracowniczej, oraz obsługuje bezpłatną dla pasażerów linię autobusową do CH Reduta w Warszawie.
W dniu 1 stycznia 2009 Mobilis przestał obsługiwać linie hipermarketowe do Janek. Obsługę przejęła firma L. Wnuk z Pruszkowa.
W dniu 2 stycznia 2009 została zlikwidowana linia „Expressu Piaseczno” a tabor został przerzucony do oddziału w Bydgoszczy.
Tabor do obsługi zarówno linii darmowych, jak i „PE” jest zróżnicowany. Są to wyłącznie autobusy używane. Mobilis jest pierwszym i chwilowo jedynym przewoźnikiem w Warszawie eksploatującym liniowo autobusy Renault PR100 (PR100.2 oraz PR100.MI).
Od maja 2018 Mobilis stał się partnerem spółki Flixbus, dostarczając 10 autobusów, które kursują od czerwca 2018.